# Дракон Піта (фільм, 1977)
«Дракон Піта» (англ. Pete's Dragon) — американський повнометражний фільм студії Disney, в якому поєднуються: ігрове кіно з живими акторами і мальована анімація, і перший фільм студії який був записаний зі звуком Dolby System.

## Зміст
У маленького Піта практично немає друзів. Але йому випадає унікальний шанс побудувати дружні відносини з істотою, якого ніхто навколо навіть не бачить. Невеликий симпатичний дракончик став для малюка справжнім товаришем, і разом вони вирушать назустріч пригодам.

## Ролі
| Актор         | Роль                  |
| ------------- | --------------------- |
| Шон Маршалл   | Піт                   |
| Чарлі Каллас  | дракон Елліот (голос) |
| Гелен Редді   | Нора                  |
| Міккі Руні    | Лемпі                 |
| Джим Дейл     | Др. Термінус          |
| Ред Баттонс   | Хоаді                 |
| Шеллі Вінтерс | Лена Гоган            |
| Чарльз Тайнер | Мерл                  |
| Гарі Морган   | Гровер                |
| Джефф Конавай | Віллі                 |
| Кал Бартлетт  | Пол                   |
| Джейн Кін     | Міс Тейлор            |
| Джим Баскус   | Мер                   |

## Релізи (VHS\DVD)
У США в 1980-і роки фільм випущений на VHS виданням «Walt Disney Home Video». У СРСР і Росії поширювалися «піратські» копії фільму на VHS в перекладі Вартана Дохалова.
У США на початку 2001 року фільм вперше випущений на DVD в золотій колекції Уолта Діснея (англ. Walt Disney Gold Collection). У Росії в січні 2002 року випущений на DVD з багатоголосим закадровим перекладом.

## Пісні
1. Заголовна тема (англ. Main Title)
2. «Найщасливіший будинок в цих пагорбах» (англ. «The Happiest Home in These Hills»)
3. «Боп Боп Боп Боп Боп (Я теж тебе люблю)» (англ. «Boo Bop Bop Bop Bop (I Love You, Too)»)
4. «Я бачив дракона» (англ. «I Saw a Dragon»)
5. «Це не просто» (англ. «It's Not Easy»)
6. «Пассамакводді» (англ. Passamaquoddy)
7. «Свічка на воді» (англ. «Candie on the Water»)
8. «Тут є місце для всіх» (англ. «There's Room for Everyone»)
9. «Кожен маленький шматочок» (англ. Every Little Piece)
10. «День так чудесен» (англ. Brazzle Dazzle Day)
11. «Документ про продаж» (англ. «Bill of Sale»)
12. «Я бачив дракона (реприза)» (англ. «I Saw a Dragon (Reprise)»)
13. «День так чудесен (реприза)» (англ. «Brazzle Dazzle Day (Reprise)»)

## Знімальна група
- Режисер — Дон Чеффі
- Сценарист — Мальком Марморстін
- Продюсер — Рон Міллер, Джером Куртланд
- Композитор — Аль Каша, Джоел Хіршхорна, Ірвін Костел